# Antena 1 (Portugal)
Antena 1 ist ein Hörfunksender in Portugal. Es ist der Hauptsender des Radioprogramms der öffentlich-rechtlichen Rundfunkgesellschaft Rádio e Televisão de Portugal (RTP). Das Programm besteht hauptsächlich aus allgemeinen Inhalten wie Nachrichten, Interviews, Reportagen und Diskussionen. Das Musikprogramm ist auf portugiesische Klassiker ausgelegt.
Der Sender ging erstmals am 4. August 1935 auf Sendung, damals noch unter dem Namen Emissora Nacional, zu Deutsch „Nationalsender“. Heute sendet Antena 1 sowohl auf UKW als auch auf Mittelwelle.

## Regionale Frequenzen

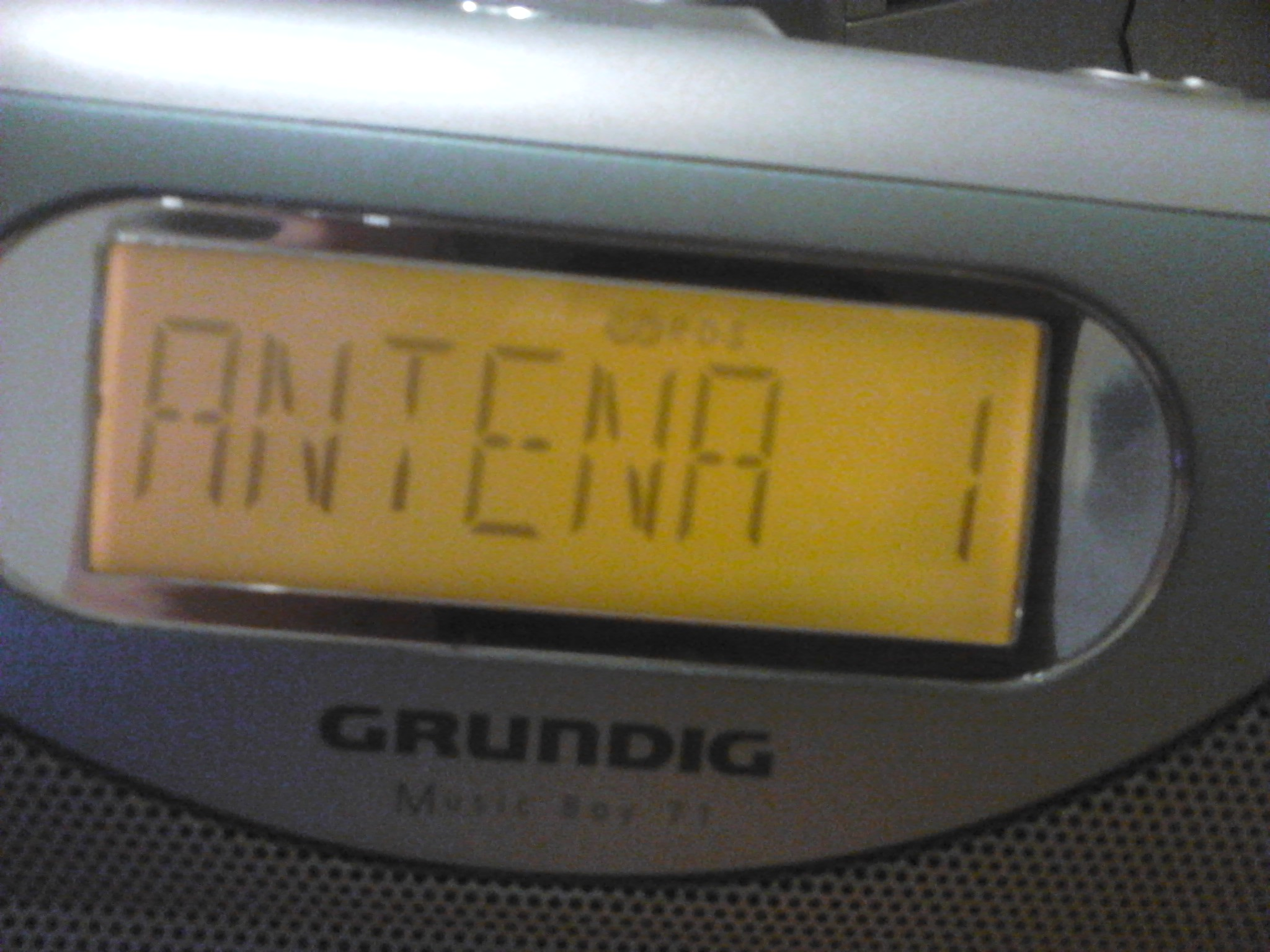
Angezeigte RDS-Information beim Empfang des Senders Antena 1 auf UKW

Antena 1 ist in allen Landesteilen Portugals zu empfangen, auf folgenden Frequenzen:

### Kontinentalportugal
- Distrikt Aveiro: 87,9 FM (Sender Lousã) / 106,7 FM (Sender Arestal)
- Distrikt Beja: 87,7 FM (Sender Mendro) / 90,9 FM (Sender Mértola)
- Distrikt Braga: 91,3 FM (Sender Braga) / 88,3 FM (Sender Muro)
- Distrikt Bragança: 96,4 FM (Sender Bragança) / 92,8 FM (Sender Bornes) / 90,3 FM (Sender Miranda do Douro)
- Distrikt Castelo Branco: 96,4 FM (Sender Gardunha) / 89,9 FM (Sender Castelo Branco)
- Distrikt Coimbra: 94,9 FM (Sender Coimbra) / 87,9 FM (Sender Lousã)
- Distrikt Évora: 103,8 FM (Sender Elvas) / 87,7 FM (Sender Mendro) / 88,4 FM (Sender Serra de Ossa)
- Distrikt Faro: 97,6 FM (Sender Faro) / 88,9 FM (Sender Monchique) / 88,9 FM (Sender Alcoutim)
- Distrikt Guarda: 94,7 FM (Sender Guarda) / 97,2 FM (Sender Marofa) / 104,8 FM (Sender Manteigas)
- Distrikt Leiria: 98,7 FM (Sender Leiria) / 87,9 FM (Sender Lousã) / 98,3 FM (Sender Montejunto)
- Distrikt Lissabon: 95,7 FM (Sender Monsanto) / 99,4 FM (Sender Banática) / 98,3 FM (Sender Montejunto) / 96,9 FM (Sender Janas)
- Distrikt Portalegre: 97,9 FM (Sender Portalegre) / 103,8 FM (Sender Elvas) / 93,6 FM (Sender Montargil)
- Distrikt Porto: 96,7 FM (Sender Monte da Virgem) / 88,3 FM (Sender Muro) / 95,2 FM (Sender Marão)
- Distrikt Santarém: 98,8 FM (Sender Santarém) / 98,3 FM (Sender Montejunto)
- Distrikt Setúbal: 95,7 FM (Sender Monsanto) / 106,7 FM (Sender Tróia) / 99,2 FM (Sender Grândola)
- Distrikt Viana do Castelo: 88,3 FM (Sender Muro) / 102,9 FM (Sender Moledo) / 98,2 FM (Sender Valença) / 102,9 FM (Sender Paredes de Coura)
- Distrikt Vila Real: 95,2 FM (Sender Marão) / 94,9 FM (Sender Minhéu) / 87,9 FM (Sender São Domingos)
- Distrikt Viseu: 87,9 FM (Sender Lousã) / 104,5 FM (Sender Gravia) / 88,2 FM (Sender Viseu) / 87,9 FM (Sender São Domingos)

### Inseln
- Autonome Region Azoren:
  - Insel Corvo: 99,8 FM (Sender Monte das Cruzes) / 93,5 FM (Sender Morro Alto)
  - Insel Faial: 88,9 FM (Sender Cabeço Gordo) / 93,8 FM (Sender Espalamaca) / 98,1 FM (Sender Cabeço Verde) / 87,6 FM (Sender Macela)
  - Insel Flores: 100,4 FM (Sender Fajãzinha) / 102,6 FM (Sender Lajes das Flores) / 99,8 FM (Sender Monte das Cruzes) / 93,5 FM (Sender Morro Alto) / 86,7 FM (Sender Ponta Ruiva)
  - Insel Graciosa: 97,0 FM (Sender Pico do Jardim) / 90,5 FM (Sender Sta. Bárbara) / 88,9 FM (Sender Cabeço Gordo)
  - Insel Pico: 94,5 FM (Sender Arrife) / 96,5 FM (Sender Lajes do Pico) / 88,7 FM (Sender Pico do Geraldo) / 90,5 FM (Sender Sta. Bárbara) / 88,9 FM (Sender Cabeço Gordo) / 87,6 FM (Sender Macela) / 103,4 FM (Sender S. Mateus)
  - Insel São Jorge: 87,6 FM (Sender Macela) / 90,5 FM (Sender Sta. Bárbara) / 88,9 FM (Sender Cabeço Gordo)
  - Insel São Miguel: 93,6 FM (Sender Furnas) / 104,6 FM (Sender Nordeste) / 103,7 FM (Sender Nordestinho) / 96,7 FM (Sender Pico Alto Sta. Maria) / 92,7 FM (Sender Pico Bartolomeu) / 97,9 FM (Sender Pico da Barrosa) / 89,5 FM (Sender Pico das Éguas) / 94,1 FM (Sender Ponta Delgada) / 102,8 FM (Sender Povoação) / 90,5 FM (Sender Sta. Bárbara) / 92,2 FM (Sender Cascalho Negro)
  - Insel Santa Maria: 96,7 FM (Sender Pico Alto Sta. Maria) / 97,9 FM (Sender Pico da Barrosa)
  - Insel Terceira: 90,5 FM (Sender Sta. Bárbara) / 97,9 FM (Sender Pico da Barrosa) / 99,7 FM (Sender Serra do Cume)

- Autonome Region Madeira:
  - 90,2 FM (Sender Ponta do Pargo)
  - 92,0 FM (Sender Maçapez)
  - 93,1 FM (Sender Encumeada / Pico do Facho)
  - 95,5 FM (Sender Pico do Areeiro)
  - 96.7 FM (Sender Cabo Girão)
  - 98.5 FM (Sender Gaula)
  - 100.5 FM (Sender Porto Santo)
  - 101.6 FM (Sender Caniço)
  - 101.9 FM (Sender Paúl da Serra)
  - 104.3 FM (Sender Achadas da Cruz)
  - 104.6 FM (Sender Monte / Santa Clara (Funchal))
  - 105.4 FM (Sender Calheta)
  - 105.6 FM (Sender Ribeira Brava)